# سیمولیاسور
سیمولیاسور(نام علمی: Cimoliasaurus) نام یک سرده از تیره الاسموسائورید است.